# Tony Barton
Anthony Edward „Tony” Barton (ur. 8 kwietnia 1937 w Sutton, zm. 20 sierpnia 1993) był angielskim piłkarzem i trenerem. Jego największym sukcesem było zdobycie wraz z Aston Villą Pucharu Europy w 1982 roku. Zespół ten objął zaledwie trzy miesiące przed finałem. Zmarł 20 sierpnia 1993 roku w wieku 56 lat na atak serca.